# Primula diantha
Primula diantha är en viveväxtart som beskrevs av Louis Édouard Bureau och Franch. Primula diantha ingår i släktet vivor, och familjen viveväxter. Inga underarter finns listade i Catalogue of Life.